# Juan Williams Rebolledo
Juan Williams Rebolledo (Provincia di Melipilla, 1825 – Santiago del Cile, 24 giugno 1910) è stato un militare cileno con il grado di retroammiraglio, che fu l'organizzatore e comandante in capo della marina cilena, all'inizio della Guerra del Pacifico.
Dopo aver ricoperto diversi ruoli all'interno della marina, nel 1890 diventò Comandante Generale. Tuttavia, dopo la ribellione della Marina cilena che segnò l'inizio della guerra civile cilena del 1891, si dimise e scelse di rimanere fedele al presidente José Manuel Balmaceda.